# Рыжешапочная граллярия
Рыжешапочная граллярия (лат. Grallaria ruficapilla) — вид воробьиных птиц из семейства гралляриевых (Grallariidae), распространённых на севере и северо-западе Южной Америки вдоль Анд.

## Описание

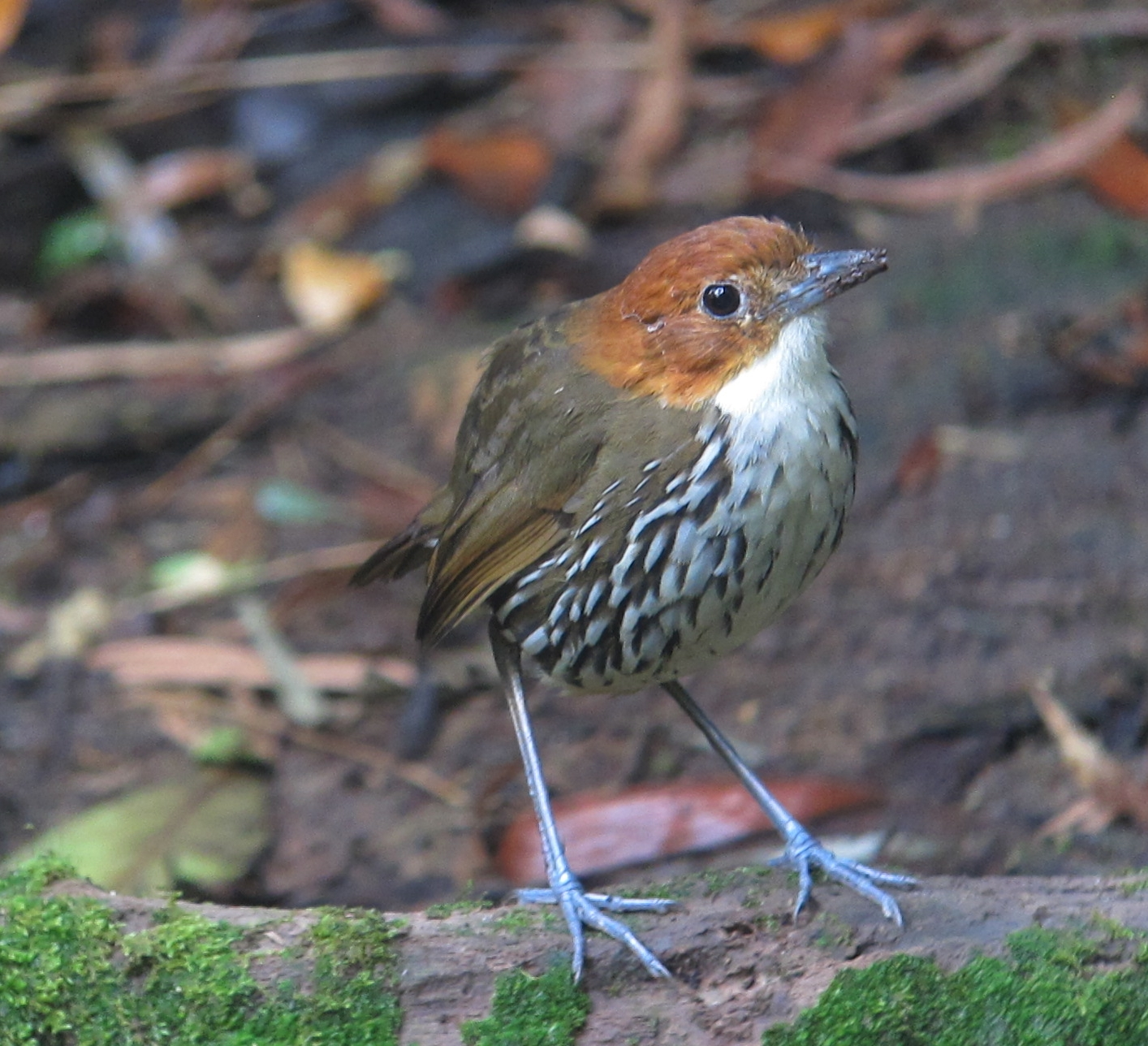
Рыжешапочная граллярия в Колумбии

Эта птица имеет длину около 18,5—19 см при массе от 70 до 98 грамм.
У неё красновато-оранжево-рыжая голова и затылок. Спина оливково-коричневая, а горло белое. Брюхо белое, с чёрно-коричневыми прожилками, главным образом по бокам. Ноги серо-голубые.
Как и другие представители рода, в целом птица ведёт скрытный образ жизни, но иногда, особенно утром на рассвете может выходить на открытые пространства.
Летают редко.
Звуки издают с невысокого возвышения.
Питаются беспозвоночными.

## Ареал
Встречается в горных лесах Колумбии, Эквадора, Перу и Венесуэлы. Естественная среда обитания — субтропические или тропические влажные горные леса. Обычно вид встречается на высоте от 1900 до 3100 метров над уровнем моря. Живут в тёмном захламлённом подлеске.

## Классификация
На январь 2021 года выделяют 7 подвидов:
- Grallaria ruficapilla albiloris Taczanowski, 1880
- Grallaria ruficapilla avilae Hellmayr & Seilern, 1914
- Grallaria ruficapilla connectens Chapman, 1923
- Grallaria ruficapilla interior J. T. Zimmer, 1934
- Grallaria ruficapilla nigrolineata P. L. Sclater, 1890
- Grallaria ruficapilla perijana Phelps & Gilliard, 1940
- Grallaria ruficapilla ruficapilla Lafresnaye, 1842